# Red Bull RB12
Red Bull RB12 é o carro da equipe Red Bull Racing para a temporada de Fórmula 1 de 2016, e foi pilotado por Daniel Ricciardo, Daniil Kvyat, e posteriormente, por Max Verstappen. O layout do carro foi lançado no dia 17 de fevereiro em um evento em Londres no Reino Unido, e o lançamento do chassi ocorreu em 22 de fevereiro em Barcelona na Espanha.
A equipe Red Bull não satisfeita com o desempenho do motor Renault entrou em negociações com outras duas fornecedoras de motor: Mercedes e Ferrari, e chegou até a negociar com a Honda, todas sem sucesso e então se viu sem alternativa: refazer sua parceria com a Renault, mas o motor seria preparado pela Renault e sendo rebatizado com o nome de uma empresa suíça de relógios, a TAG Heuer. A equipe quebrou o jejum de vitórias com Max Verstappen no Grande Prêmio da Espanha.

## Pré-temporada[3]
O modelo RB12-TAG Heuer (Renault) concebido e construído pela RBR, sob a coordenação de Rob Marshall e consultoria de Adrian Newey.
O RB11, de 2015, foi o primeiro da RBR sem o envolvimento direto de Newey. Marshall trabalhou a maior parte do tempo sozinho na coordenação. O resultado inicial, como era de se esperar, foi ruim. Mas com a capacidade de reação da RBR, o envolvimento mais direto de Newey e seus recursos financeiros elevadíssimos, o RB11 terminou o campeonato com o melhor chassi ao lado do da Mercedes. Faltou-lhe uma grande unidade motriz.
Este ano, o grupo de Marshall está mais maduro e produziu o RB12, mais eficiente em tudo em relação ao RB11. Mas os franceses, segundo Daniel Ricciardo, disponibilizaram uma unidade motriz bastante semelhante a de 2015, apenas mais resistente. Quanto à potência, nesse instante não é diferente da do ano passado.
Sua visão é de que em pistas como a da China, com longas retas, a RBR será menos competitiva na luta com Force India e Williams, mas em traçados como o de Melbourne, Bahrein, onde a potência tem menor peso, a RBR poderá repetir a boa temporada de 2014, quando ganhou três provas.
Remi Taffin, diretor da Renaut, disse não ver a RBR como concorrente da agora equipe Renault. A montadora comprou a Lotus, para quem havia vendido no fim de 2011. Taffin falou que tanto a escuderia da própria Renault como a RBR devem ter no GP da Espanha, quinto do calendário, uma versão da unidade motriz com algumas mudanças, o que deverá permitir aos dois times avançarem.

## Desempenho
Como é de praxe, sob a batuta de Adrian Newey, mais uma vez a RBR projetou um carro muito competitivo em termos aerodinâmicos. No entanto, no regulamento atual, isso não basta, é preciso também um motor à altura.

## Estatística
| X              | Daniel Ricciardo | Daniil Kvyat | Max Verstappen |
| Pontos         | 256              | 21           | 191            |
| Vitórias       | 1                | 0            | 1              |
| Pole Positions | 1                | 0            | 0              |
| Volta Rápida   | 4                | 0            | 1              |
| Pódios         | 8                | 1            | 7              |
| Abandonos      | 0                | 0            | 2              |